# Diecezja Montego Bay
Diecezja Montego Bay (łac. Dioecesis Sinus Sereni) – katolicka diecezja Kościoła rzymskokatolickiego na Jamajce, sufragania archidiecezji Kingston na Jamajce. Siedziba biskupa znajduje się w katedrze Najświętszego Sakramentu w Montego Bay.

## Historia
Diecezja Montego Bay powstała 14 września 1967 przez wydzielenie z archidiecezji Kingston na Jamajce. 15 kwietnia 1991 z terytoriów diecezji Montego Bay oraz archidiecezji Kingston wydzielono wikariat apostolski Mandeville.

## Biskupi
- Edgerton Roland Clarke (1967–1994)
- Charles Dufour (1995–2011)
- Burchell McPherson (2013–2023)

## Podział administracyjny
W skład diecezji Montego Bay wchodzi 10 parafii.

## Główne świątynie
- Katedra: Najświętszego Sakramentu w Montego Bay